# دواين ديفيس
دواين ديفيس (بالإنجليزية: Dwayne Davis)‏ مواليد 27 نوفمبر 1989 في فيلادلفيا، هو لاعب كرة سلة أمريكي. بدأ مسيرته الاحترافية في سنة 2013. يلعب مع أورورا باسكت ييزي في الدوري الإيطالي لكرة السلة الدرجة الثانية. يبلغ طوله 6 قدم 5 بوصة (2.0 م). لعب مع سي بي مورسيا.

## روابط خارجية
- دواين ديفيس على موقع سبورتس رفرنس (الإنجليزية)
- دواين ديفيس على موقع الدوري الإسباني لكرة السلة (الإسبانية)
- دواين ديفيس على موقع كرة السلة الأوروبية.كوم (الإنجليزية)
- دواين ديفيس على موقع DraftExpress.com (الإنجليزية)
- دواين ديفيس على موقع كلية كرة السلة في سبورتس رفرنس.كوم (الإنجليزية)
- دواين ديفيس على موقع ريلجم (الإنجليزية)
- دواين ديفيس على موقع بروبوليرز (الإنجليزية)
- دواين ديفيس على موقع سبورتس رفرنس (الإنجليزية)